# Hagen (cráter)
Hagen es un cráter de impacto situado en el lado oculto de la Luna, al norte de la gran llanura amurallada del  cráter Planck, y al sursudoeste del cráter Pauli.
|  |

Se trata de un cráter muy erosionado, con el borde exterior desgastado y fracturado por varios cráteres superpuestos. Hagen J está unido a lo que queda del brocal en su sector sudeste, y Hagen S cruza su contorno hacia el oeste. En el suelo interior se ubica Hagen C justo al sureste de su punto medio. aparecen pequeños cráteres junto al borde interior hacia el sur y el oeste. El interior del cráter aparece picado de viruelas por pequeños cráteres, pero por lo demás sin rasgos relevantes.

## Cráteres satélite
Por convención estos elementos se identifican en los mapas lunares colocando la letra en el lado del punto central del cráter más cercano de Hagen.
|       | \| Hagen \| Coordenadas \| Diámetro \| \| ----- \| ------------------------------- \| -------- \| \| C \| 48°00′S 135°30′E / -48.0, 135.5 \| 22 km \| \| J \| 49°00′S 137°12′E / -49.0, 137.2 \| 47 km \| \| P \| 52°06′S 133°42′E / -52.1, 133.7 \| 26 km \| \| Q \| 50°00′S 132°42′E / -50.0, 132.7 \| 20 km \| \| S \| 48°18′S 133°12′E / -48.3, 133.2 \| 23 km \| \| V \| 47°06′S 132°12′E / -47.1, 132.2 \| 12 km \| |          |
| Hagen | Coordenadas | Diámetro |
| C     | 48°00′S 135°30′E / -48.0, 135.5 | 22 km    |
| J     | 49°00′S 137°12′E / -49.0, 137.2 | 47 km    |
| P     | 52°06′S 133°42′E / -52.1, 133.7 | 26 km    |
| Q     | 50°00′S 132°42′E / -50.0, 132.7 | 20 km    |
| S     | 48°18′S 133°12′E / -48.3, 133.2 | 23 km    |
| V     | 47°06′S 132°12′E / -47.1, 132.2 | 12 km    |